# 飯田誠 (俳優)
飯田 誠（いいだ まこと）は、日本の元子役。『がんばれ!!ロボコン』の小川すすむ役で知られる子役である。

## 出演作品

### テレビ
- 俺たちの旅（日本テレビ、1975年） - 第11話
- Gメン`75（TBSテレビ、1976年）- 第37話「チリ紙交換殺人事件」
- がんばれ!!ロボコン（NETテレビ、1976 - 1977年） - ※小川すすむ役で唯一のレギュラー出演
- 土曜ワイド劇場（テレビ朝日、1977年） - 第4回「追いかけろ! カージャック! 恐怖の人妻24時間」
- ジャッカー電撃隊（テレビ朝日、1977年）- 第18話「青いうず潮!! 秘密スパイの顔」
- ロボット110番（テレビ朝日、1977年）- 第34話「ガンちゃんの贈り物」
- 特捜最前線（テレビ朝日、1978年） - 第52話「羽田発・犯罪専用便329!」